# Eumops auripendulus
Eumops auripendulus es una especie de murciélago de la familia Molossidae.

## Distribución geográfica
Se encuentra en América Central y América del Sur.